# Su nel Michigan
Su nel Michigan è un racconto dello scrittore statunitense Ernest Hemingway, scritto inizialmente nel 1921 a Parigi per poi esser rivisto nel 1938; pubblicato per la prima volta nel 1923. Ambientato a Hortons Bay nel nord del Michigan, sulle rive dell'omonimo lago vicino a dove l'autore trascorse le estati della sua adolescenza; la storia narra delle idee romantiche sbocciate nel cuore d'una ragazza, che vengono brutalmente schiacciate nel corso d'una notte che si conclude con uno stupro.

## Trama
Jim Gilmor, da poco arrivato ad Horton Bay, riesce a comprare il negozio del fabbro e ad aprir per conto suo l'attività; Liz Coates è invece una giovane che lavora come cameriera per gli Smith e ha una cotta per Jim. Intanto assieme a DJ Smith e Charley Wyman Jim parte per una caccia al cervo.
Al ritorno dei cacciatori, per celebrare l'avvenuta cattura degli animali, si concedono un paio di drink: dopo cena, a casa di Smith, Jim va in cucina e, dopo aver accarezzato un po' Liz, le propone d'uscire. Vanno così assieme in tarda serata a fare una passeggiata in direzione della fine del molo e lì, alla brezza serale, il giovane uomo comincia ad esplorar con le mani il corpo della ragazza: lei è spaventata e lo prega di smetterla.
Jim la violenta e poi si addormenta; Liz, divincolatasi, cerca di svegliarlo strattonandolo un po' ma poi, visto ch'è tutto inutile, lo lascia lì dopo averlo coperto con cura col proprio cappotto. La ragazza, triste e infreddolita, se ne ritorna così a casa da sola per andare a letto.

## Personaggi
Liz Coates
Cameriera e donna delle pulizie al ristorante di DJ Smith; prende presto in simpatia Jim, uno dei clienti abituali, fino a che questa non diventa una vera e propria infatuazione adolescenziale. Sessualmente inesperta, fino al punto da non esser ancora mai stata toccata da nessun uomo.
Jim Gilmor
Originario del Canada, ha appena acquistato un negozio di fabbro a Horton Bay. Si accorge presto dell'interesse che Liz sembra provare nei suoi confronti, ma non vi si sofferma troppo; rispetto alle percezioni della ragazza, è del quasi totalmente sordo e inetto.
Dopo alcuni bicchieri di whisky bevuti per celebrare la buona riuscita della caccia al cervo, trovatosi solo assieme a Liz comincia a farle qualche avances, nonostante le ripetute richieste di lei di smettere. Dopo averla violentata, le si addormenta sopra.

## Analisi
Pur essendovi due personaggi principali, il punto di vista è quasi esclusivamente quello di Liz, è sempre lei difatti quella che parla e riflette tra sé e sé: la ragazza si trova ad esser innamorata di Jim, le piace tutto di lui pur non conoscendo nulla della sua personalità.
L'autore esplora con attenzione le emozioni contrastanti che salgono via via da dentro di lei, ne esplicita ampiamente le fantasie adolescenziali, anche se queste portano ad una tragica conclusione.
Jim da parte sua, dopo essersi risvegliato dalla sbronza, non ricorderà assolutamente più nulla.